# Lars Helge Birkeland
Lars Helge Birkeland (* 11. února 1988 Tønsberg) je norský biatlonista, držitel stříbrné olympijské medaile ze štafety mužů na Zimních olympijských hrách 2018 v Pchjongčchangu.
V světovém poháru vybojoval sedm vítězství v týmových disciplínách, poprvé v Hochfilzenu v sezóně 2012/13. V individuálních závodech obsadil nejlépe čtvrté místo.
V roce 2021 ukončil reprezentační kariéru.

## Štafety
Dne 9. prosince 2012 v závodech světového poháru v rakouském Hochfilzenu zvítězil s norskou štafetou ve složení Lars Helge Birkeland, Ole Einar Bjørndalen, Vetle Sjåstad Christiansen a Henrik L'Abée-Lund před Francií (Vincent Jay, Jean-Guillaume Béatrix, Alexis Bœuf a Martin Fourcade) a Ruskem (Anton Šipulin, Andrej Makovejev, Jevgenij Usťugov a Dmitrij Malyško).
Dne 13. února 2016 zvítězil s norskou štafetou ve složení Lars Helge Birkeland, Erlend Bjøntegaard, Johannes Thingnes Bø a Tarjei Bø před Francií (Simon Fourcade, Quentin Fillon Maillet, Simon Desthieux a Jean-Guillaume Béatrix) a Německem (Erik Lesser, Andreas Birnbacher, Daniel Böhm a Benedikt Doll).
Dne 10. prosince 2017 zvítězil s norskou štafetou ve složení Ole Einar Bjørndalen, Henrik L'Abée-Lund, Erlend Bjøntegaard a Lars Helge Birkeland před Německem (Erik Lesser, Benedikt Doll, Arnd Peiffer a Simon Schempp) a (Jean-Guillaume Béatrix, Simon Desthieux, Emilien Jacquelin a Quentin Fillon Maillet).
Dne 13. ledna 2018 zvítězil s norskou štafetou ve složení Lars Helge Birkeland, Tarjei Bø, Emil Hegle Svendsen a Johannes Thingnes Bø před Francií (Simon Desthieux, Quentin Fillon Maillet, Martin Fourcade a Antonin Guigonnat) a Ruskem (Alexej Volkov, Maxim Cvetkov, Anton Babikov a Anton Šipulin).
Dne 18. března 2018 zvítězil s norskou štafetou ve složení Lars Helge Birkeland, Henrik L'Abée-Lund, Tarjei Bø a Johannes Thingnes Bø před Rakouskem (Dominik Landertinger, Felix Leitner, Simon Eder a Julian Eberhard) a Ruskem (Maxim Cvetkov, Anton Babikov, Dmitrij Malyško a Anton Šipulin).
Dne 18. ledna 2019 zvítězil s norskou štafetou ve složení Lars Helge Birkeland, Vetle Christiansen, Tarjei Bø a Johannes Thingnes Bø před (Roman Rees, Johannes Kühn, Arnd Peiffer a Benedikt Doll) a Francií (Emilien Jacquelin, Martin Fourcade, Quentin Fillon Maillet a Simon Desthieux).
Dne 8. února 2019 zvítězil s norskou štafetou ve složení Lars Helge Birkeland, Vetle Christiansen, Erlend Bjøntegaard a Johannes Thingnes Bø před Francií (Antonin Guigonnat, Emilien Jacquelin, Simon Fourcade a Quentin Fillon Maillet) a Ruskem (Jevgenij Garaničev, Eduard Latypov, Alexandr Loginov a Alexandr Povarnicyn).
Dne 16. března 2019 na 50. mistrovství světa v biatlonu zvítězil s norskou štafetou ve složení Lars Helge Birkeland, Vetle Christiansen, Tarjei Bø a Johannes Thingnes Bø před Německem (Erik Lesser, Roman Rees, Arnd Peiffer, Benedikt Doll) a Ruskem (Matvej Jelisejev, Nikita Poršněv, Dmitrij Malyško, Alexandr Loginov).

## Smíšený závod dvojic
Dne 29. listopadu 2015 zvítězil s norskou štafetou v sestavě Kaia Wøien Nicolaisenová a Lars Helge Birkeland před Kanadou (Rosanna Crawfordová a Nathan Smith) a Německem (Maren Hammerschmidtová a Daniel Böhm).
Dne 2. prosince 2018 zvítězil s norskou štafetou v sestavě Thekla Brunnová-Lieová a Lars Helge Birkeland před Rakouskem (Lisa Hauserová a Simon Eder) a Ukrajinou (Anastasija Merkušinová a Artem Tyšenko).

## Soukromý život
V srpnu 2015 vstoupil do svazku manželského s norskou biatlonistou Fanny Hornovou, se kterou tvořil pár od roku 2010.

## Výsledky

### Olympijské hry a mistrovství světa
Birkeland je trojnásobným účastníkem Mistrovství světa v biatlonu. Jeho nejlepším výsledkem v závodech jednotlivců je 9. místo z vytrvalostního závodu z rakouského Hochfilzenu v roce 2017.
| Sezóna  | A   | Místo                | SP | SZ | HZ | IZ  | ŠT | SŠT | SZD | Věk    |
| ------- | --- | -------------------- | -- | -- | -- | --- | -- | --- | --- | ------ |
| 2011/12 | MS  | Ruhpolding           | -  | -  | -  | 39. | -  | -   | -   | 23 let |
| 2012/13 | MS  | Nové Město na Moravě | -  | -  | -  | 44. | -  | -   | -   | 24 let |
| 2016/17 | MS  | Hochfilzen           | -  | -  | -  | 9.  | -  | -   | -   | 28 let |
| 2017/18 | ZOH | Pchjongčchang        | -  | -  | -  | 60. | 2. | -   | -   | 29 let |
| 2018/19 | MS  | Östersund            | -  | -  | -  | 18. | 1. | -   | -   | 30 let |

Poznámka: Výsledky z mistrovství světa se započítávají do celkového hodnocení světového poháru, výsledky z olympijských her se od her v Soči 2014 se nezapočítávají.

### Juniorská mistrovství
Zúčastnil se jednoho juniorského šampionátu v biatlonu, a to v kanadském Canmore v roce 2009. Jeho nejlepším individuálním umístěním z toho mistrovství je 12. pozice ze stíhacího závodu. S norskou štafetou se umístil na 6. místě.
| Sezóna  | D   | Místo   | SP  | SZ  | IZ  | ŠT | Věk    |
| ------- | --- | ------- | --- | --- | --- | -- | ------ |
| 2008/09 | MSJ | Canmore | 24. | 19. | 12. | 6. | 20 let |

## Vítězství v závodech světového poháru

### Kolektivní
| Datum:             | Místo:               | Disciplína:          |
| ------------------ | -------------------- | -------------------- |
| 9. prosince 2012   | Hochfilzen, Rakousko | štafeta              |
| 29. listopadu 2015 | Östersund, Švédsko   | smíšený závod dvojic |
| 13. února 2016     | Presque Isle, USA    | štafeta              |
| 10. prosince 2017  | Hochfilzen, Rakousko | štafeta              |
| 13. ledna 2018     | Ruhpolding, Německo  | štafeta              |
| 18. března 2018    | Holmenkollen, Norsko | štafeta              |
| 2. prosince 2018   | Pokljuka, Slovinsko  | smíšený závod dvojic |
| 18. ledna 2019     | Ruhpolding, Německo  | štafeta              |
| 8. února 2019      | Canmore, Kanada      | štafeta              |
| 11. ledna 2020     | Oberhof, Německo     | štafeta              |

#### Profily
- Lars Helge Birkeland v databázi Mezinárodní biatlonové unie (anglicky)